# Naturschutzgebiet Enkhauser Berg
Das Naturschutzgebiet Enkhauser Berg mit einer Größe von 5,2 ha liegt zwischen Enkhausen und Hachen im Stadtgebiet von Sundern (Sauerland). Das Gebiet wurde 1993 mit dem Landschaftsplan Sundern durch den Kreistag des Hochsauerlandkreises erstmals als Naturschutzgebiet (NSG) mit einer Flächengröße von 5 ha ausgewiesen. Bei der Neuaufstellung des Landschaftsplaners Sundern wurde das NSG erneut ausgewiesen und etwas vergrößert. Das NSG grenzt direkt an das Landschaftsschutzgebiet Sundern.

## Schutzzweck
Das NSG soll das Grünland und die Feldgehölze mit Artinventar schützen. Wie bei allen Naturschutzgebieten in Deutschland wurde in der Schutzausweisung darauf hingewiesen, dass das Gebiet „wegen der Seltenheit, besonderen Eigenart und Schönheit des Gebietes“ zum Naturschutzgebiet wurde.